# Nieuwerkerken
Nieuwerkerken (Limburgisch: Noërekirke) ist eine belgische Gemeinde in der Region Flandern mit 7295 Einwohnern (Stand 1. Januar 2024). Sie besteht aus dem Hauptort und den Ortsteilen Binderveld, Kozen und Wijer.
Sint-Truiden liegt vier Kilometer südlich, Hasselt zwölf Kilometer nordwestlich, Lüttich 36 Kilometer südöstlich und Brüssel etwa 57 Kilometer westlich.
Die nächsten Autobahnabfahrten befinden sich im Norden bei Hasselt an der A13/E 313 bzw. Diest an der A2/E 314 und im Süden bei Tienen und Lincent an der A3/E 40.
In Hasselt, Sint-Truiden, Diest und Tienen gibt es die nächsten Regionalbahnhöfe.
Maastricht Aachen Airport und der Flughafen von Lüttich sind die nächsten Regionalflughäfen und der Flughafen Brüssel National nahe der Hauptstadt Brüssel ist ein internationaler Flughafen.

## Persönlichkeiten
- Georges Vanbrabant (1926–2011), Radrennfahrer
- Benny Schepmans (* 1953), Radrennfahrer, geboren in Wijer